# Scotinochroa charopocelis
Scotinochroa charopocelis är en fjärilsart som beskrevs av Willie Horace Thomas Tams 1929. Scotinochroa charopocelis ingår i släktet Scotinochroa och familjen snigelspinnare. Inga underarter finns listade i Catalogue of Life.